# Beyond Appearances
Albums de Santana
Havana Moon
(1983) Freedom
(1987)
Beyond Appearances est le 14e album studio du groupe rock latino Santana, sorti en 1985. L'album a pris sept mois à enregistrer et impliquait une formation assez différente du précédent, Shangó (sorti en 1982) : à part Carlos Santana, le chanteur Alex Ligertwood et les percussionnistes Armando Peraza, Raul Rekow et Orestes Vilató étaient toujours avec le groupe. C'est le premier album avec le chanteur Greg Walker et Santana depuis Inner Secrets - il a quitté en 1979 et est revenu en 1983. En conséquence, le groupe avait deux chanteurs à l'époque, soit Greg Walker et Alex Ligertwood. C'est aussi le premier des deux albums du bassiste Alphonso Johnson avec le groupe, après l'avoir rejoint en 1984. L'album se distingue par la présence de deux Chester Thompson sur le même disque avec le même groupe. Le premier Chester D. Thompson aux claviers qui a œuvré avec Tower of Power et le second, Chester Cortez Thompson à la batterie, qui joua aussi avec Frank Zappa, Weather Report, Genesis et Phil Collins en solo.

## Historique
L'album sortit deux ans et demi après Shangó et fut réalisé en sept mois par Carlos Santana et une formation complètement remaniée. Produit par Val Garay dans un style caractéristique des années 1980, il comporte beaucoup de synthétiseur et de boîte à rythmes.

## Réception
Beyond Appearances connut moins de succès que ses prédécesseurs avec seulement une 50e place au Billboard 200 ; un titre, Say It Again, atteignit la 46e place du Billboard Hot 100.

## Titres
1. Breaking Out (Johnson, Ligertwood) – 4:30
2. Written in Sand (Mitchell Froom, Jeanie Stahl) – 3:49
3. Brotherhood (Sancious, Santana, Thompson) – 2:26
4. Spirit (Johnson, Ligertwood, Rekow) – 5:04
5. Right Now (Ligertwood, Santana) – 5:58
6. Who Loves You (Santana, Thompson, Vilato) – 4:06
7. I'm the One Who Loves You (Curtis Mayfield) – 3:17
8. Say It Again (Val Garay, Steve Goldstein, Anthony LaPeau) – 3:27
9. Two Points of View (Ligertwood, Santana) – 4:54
10. How Long (Robbie Patton) – 4:00
11. Touchdown Raiders (Santana) – 3:08

## Personnel
- Carlos Santana – guitare électrique, guitare acoustique 12 cordes, chant
- David Sancious – guitare rythmique, claviers, synthétiseur
- Alex Ligertwood - chant, chœurs, guitare rythmique
- John Woodhead - guitare
- Craig Hull - guitare
- Alphonso Johnson – basse
- Bryan Garofalo - basse
- F. Bob Getter - contrebasse
- Steve Goldstein - claviers
- Chester D. Thompson – orgue Hammond, claviers, synthétiseur basse
- David Adelstein - synthétiseurs, DMX drum machine
- Mitchell Froom - synthétiseur cordes
- Chester Cortez Thompson – batterie
- Craig Krampf - batterie, DMX drum machine
- Armando Peraza - bongos, percussions, shakers, congas
- Orestes Vilato - cloches, timbales, percussion, cymbales, woodblocks, chœurs
- Raul Rekow - chekere, congas, shakers, chœurs
- Anthony LaPeau - chœurs
- Greg Walker – chant, chœurs